# Т-281
USS Peril (AM-272) — американский океанский тральщик типа «Адмирейбл», заложен на стапеле 1 февраля 1943 компанией Gulf Shipbuilding в Чикасо (штат Алабама), США; спущен на воду 25 июля 1943 — его крестная мать госпожа Моррис Сорбет (Morris Sorbet). 20 апреля 1944 передача тральщика Флоту США, а командиром корабля назначен лейтенант Дональд В. Филлипс (Donald W. Phillips).

## История
После приемки USS Peril (AM-272) получил назначение в 33-й дивизион тральщиков, входивший в 11-ю минную эскадру, оперировавшую в Северной Атлантике. В составе дивизиона в начале июня корабль участвовал в операции по тралению в Чесапикском заливе. К концу июня 1944 года AM-272 прибыл на 103 оперативную базу в Арджентии на Ньюфаундленде. Это была одна из военно-морских баз (ВМБ) Великобритании, переданная США по договору о ленд-лизе в обмен на старые американские эсминцы-«флешдеккеры» постройки первой мировой войны. Командовал ею адмирал «Айсберг» Смит. Тральщикам АМ, базировавшимся на 103-й базе (под номерами 267, 269, 270, 271 — последние два вместе с USS Peril продолжили службу в Советских ВМФ) поставлена задача несения службы ПЛО и метеонаблюдений в районе Северной Атлантики к югу от Гренландии от берегов Америки до берега Франции и от Бермуд до Азорских островов.
После решения о передаче кораблей класса АМ СССР, AM-272 Peril вместе с другими тральщиками подлежавшими передаче (АМ-270 и АМ-271) снят с боевого дежурства и 5 февраля 1945 года отбыл из Бостона (Массачусетс) в Филадельфиию (Песильвания), где 8 — 27 февраля подвергся дооснащению и осмотру. После завершения работ он проследовал через Панамский канал в Сан-Диего (Калифорния), затем через Сиэтл (Вашингтон) и Кадьяк (Аляска) — в Колд Бэй (Аляска), где пришвартовывался 21 апреля 1945. Там на нём прошли обучение 40 советских матросов и 4 офицера с 1 мая 1945 года, и ещё 32 матроса и 2 офицера с 6 мая 1945 года.
21 мая 1945 АМ-272 Peril выведен из состава Флота США и передан по ленд-лизу в Военно-морской флот СССР. Корабль принимал советский экипаж под командованием старшего лейтенанта Астахова Василия Григорьевича из состава 5-го отряда кораблей ВМФ СССР, принимавшего корабли от флота США на Аляске.
После подъема флага ВМФ СССР тральщик стал именоваться T-281.

## Служба в ВМФ СССР
14 июня 1945 года, закончив подготовку к переходу, T-281 вышел из Колд Бея на Камчатку. Переход занял почти две недели и 27 июня 1945 года конвой пришёл в Петропавловск-Камчатский, где зачислен в ВМФ СССР. 7 июля в конвое T-281 вышел во Владивосток и 16 июля 1945 года пришёл в Главную Базу — Владивосток. С 10 июля Т-281 зачислен во 2-ю бригаду тральщиков ТОФ в 10-й дивизион тральщиков Владивостокского МОРа (морского оборонительного района). Организационный период на Т-281 закончился перед объявлением войны Японии.
12 августа 1945 года Т-281 в составе группы кораблей высаживал десант и обеспечивал огневую поддержку десанта в порту Расин (Наджин, Северная Корея).
24 августа командующий Тихоокеанским флотом адмирал Юмашев и член военсовета генерал-лейтенант береговой службы Захаров направили Наркому ВМФ адмиралу Кузнецову представление на присвоение звания «Гвардейский» тральщикам Т-281, Т-278 и минному заградителю «Охотск». В представлении, в частности, говорилось:

За период боевых действий с японскими захватчиками ТЩ-281, ТЩ-278 и минный заградитель «Охотск» вели непрерывные бои с противником и нанесли ему ряд сокрушительных ударов на уничтожение боевой силы и техники.

ТЩ-278 и ТЩ-281 провели успешную высадку десантов в северные порты Кореи — Юки, Расин, Сейсин. Своим огнём умело отражали налёт авиации противника и содействовали высадившемуся десанту по захвату указанных портов, умело преодолевали минные поля и оказывали помощь подорвавшимся на минных полях противника транспортам. ТЩ-281, преодолевая минные поля противника, умело провел в Главную базу флота подорвавшихся на минах ТЩ-279, транспорты «Сучан» и Камчатнефть".
Приказом НК ВМФ № 0460 от 26 августа указанным тральщикам и минному заградителю вместе с ещё несколькими кораблями  присвоено звание Гвардейских. Всего за период Великой Отечественной войны звания Гвардейских удостоены четыре тральщика.
Командир корабля Астахов В. Г. представлен и 7 сентября получил за боевые заслуги орден Красного Знамени. Представлен к наградам и экипаж тральщика — отличившиеся в боевой службе получили медали Ушакова и Нахимова, офицеры корабля — к орденам Красной Звезды, всего награждены 24 члена экипажа.
После победы над Японией Т-281 вместе с остальными кораблями бригады проводил траления на морских путях в районе Владивостока и в проливе Лаперуза, зачищал от мин гавани портов Северной Кореи и Китая (Порт-Артур). За заслуги перед корейским народом представлены к государственным наградам КНДР среди моряков бригады и члены команды Т-281.
С 3 декабря 1956 года тральщик переведен в суда брандвахты Главной Базы флота и получил наименование БРН-32. Приказом от 18 января 1960 года корабль передан на слом в Отдел фондового имущества.

## Командиры корабля
- Астахов В. Г. — с 12.05.1945 по 11.12.1947 г.
- Роговенко Н. П. — с 14.01.1948 по 29.12.1950 г.
- Батырев А. Ф. — с 24.11.1950 по 18.06.1952 г.
- Шишов Г. М. — с лета 1952 по 1956(?)
- Турков В. — с 1956(?) по февраль 1960 г.